# Kalandpark
A kalandparkok olyan szórakoztató létesítmények, amelyekben a kínált attrakciók próbára teszik a látogatók fizikai kondícióját és merészségét. A kalandpark használatához nem kell sportolónak lenni, átlagos látogatókra tervezik az attrakciókat. A biztonságos körülményeket, a védő- és biztonsági-felszereléseket az üzemeltetők biztosítják. A külföldi minták alapján létesült különféle kalandparkok az ezredforduló óta egyre több helyen Magyarországon is megtalálhatók.

## Magyarországi kalandparkok
Magyarországon folyamatosan növekszik a kalandparkok száma, már 80-nál is több kalandpark található az országban. Egy részük a tavasztól őszig tartó időszakban tart nyitva, de egyre több helyen működnek már négyévszakos kalandparkok is, ahol egész évben kipróbálhatók egyes élményelemek.
Az alábbi magyarországi településeken biztosan találhatnak kalandparkot az érdeklődők:
Alcsútdoboz, Baja, Bakonyszentlászló – Vinye, Balatonboglár, Balatonfüred, Balatonlelle, Bánk, Budakeszi, Budapest, Bükfürdő, Cegléd, Csopak, Debrecen, Eger-Szarvaskő, Garabonc, Göd, Gödöllő, Gyenesdiás, Gyöngyös – Mátrafüred, Gyöngyösfalu, Győr, Gyula, Hajdúszoboszló, Harsány, Hosszúpereszteg, Kaposvár, Kerecsend, Kerekegyháza, Kislőd, Lakitelek-Tőserdő, Lipót, Makó, Márokföld, Mátraszentimre, Miskolc, Miskolc – Lillafüred, Miskolc – Miskolctapolca, Miskolc-Szentlélek, Mosonmagyaróvár, Nyíregyháza – Sóstógyógyfürdő, Ópusztaszer, Orosháza, Orosháza- Gyopárosfürdő, Patca, Pécs, Porva, Rezi, Sárvár, Sátoraljaújhely, Soltvadkert, Sopron, Szeged, Szentes, Szigetszentmiklós, Szilvásvárad, Tata, Tatabánya, Tatárszentgyörgy, Telkibánya, Tihany, Tiszafüred, Tiszalök, Tordas, Varbó, Vasad, Veresegyház, Visegrád, Zalaszabar, Zamárdi, Zánka.

## Magyarországi kalandparkok attrakciói
A kalandparkok változatos élményelemekkel várják az érdeklődőket. Néhány attrakció a kalandparkok kínálatából:
- Fatörzsekre szerelt izgalmas kötélpályák, lengőhidak,
- tanösvények,
- erdei labirintusok,
- íjászat,
- ládaépítés, rekeszépítés
- rodeó bika,
- paintball,
- quadpályák,
- légvárak (ugrálóvárak),
- csúszdák,
- canopy-pályák
- mászófalak
- gömbözés (zorb)
- pónilovaglás,
- csacsifogat,
- rönkvár
- aerosoft lövészet
- állatsimogató,
- kenus és sárkányhajós vízi programok
- labirintus, csőlabirintus
- csónakázó tó, ugrálóvár
- óriáshinta
- trambulin